# Jayen Varma
Jayen Varma (Kochi, 3 febbraio 1961) è un bassista indiano.
Le sue conoscenze dello stile e della tecnica del mridangam l'hanno facilitato nell'applicazione dello stile percussivo della tabla e del mridangam nel basso elettrico.
Secondo il registro ufficiale dei record mondiali (Record Holders Republic) degli Stati Uniti e del Regno Unito, è il bassista percussivo più veloce al mondo, con 36 note percussive al secondo.
Invece di usare la solita tecnica dello slap and pop (percuotere la corda con il pollice e strappare la corda con l'indice o le altre dita), Varma suona il suo basso a 5 corde come se fosse una tabla (percuotendo le corde con l'indice, il medio e l'anulare).
Il genere di Varma varia dal jazz al raga, talvolta entrando in contatto con un genere crossover chiamato RagaZZ, via di mezzo tra i due generi.